# Einfache und immune Mengen
Einfache und immune Mengen sind Klassen von Teilmengen der natürlichen Zahlen und liefern wichtige Gegenbeispiele in der Berechenbarkeitstheorie.
Sie sind eng mit dem Begriff der rekursiven Aufzählbarkeit (RE) verbunden:
Während immune Mengen genau die abzählbar unendlichen Mengen natürlicher Zahlen sind, die keine unendliche rekursiv aufzählbare Teilmenge besitzen, sind die einfachen Mengen die rekursiv aufzählbaren Komplemente immuner Mengen.
Die Definitionen lassen sich weiter verstärken und führen so auf den Begriff der hyper- oder gar hyperhypereinfachen Mengen.
Emil Post konnte 1944 nachweisen, dass einfache Mengen existieren. Sie bilden Beispiele für rekursiv aufzählbare, nicht entscheidbare Mengen, die für die Klasse RE nicht vollständig bezüglich many-one-Reduktionen sind. Ein Analogon für Turing-Reduktionen bildet der Satz von Friedberg und Muchnik.

## Definition
Es sei {\displaystyle \{W_{n}\}_{n\in \mathbb {N} }} eine effektive Nummerierung aller rekursiv aufzählbarer Mengen.
Eine Menge {\displaystyle A\subseteq \mathbb {N} } natürlicher Zahlen heiße immun, falls gilt {\displaystyle \vert A\vert =\vert \mathbb {N} \vert \land \forall n\in \mathbb {N} \colon \vert W_{n}\vert =\vert \mathbb {N} \vert \Rightarrow W_{n}\nsubseteq A}.
(d. h. {\displaystyle A} ist abzählbar unendlich, besitzt aber keine unendliche rekursiv aufzählbare Teilmenge).
Hier bezeichne {\displaystyle \vert \cdot \vert } die Kardinalität einer Menge.
Eine Menge {\displaystyle B\subseteq \mathbb {N} } heiße nun einfach, falls sie selbst rekursiv aufzählbar und ihr Komplement {\displaystyle {\overline {B}}=\mathbb {N} \setminus B} immun ist.

## Geschichte
Als Post 1944 begann, Probleme nach ihrer Entscheidbarkeit zu vergleichen, stellte sich schnell die Frage, ob jede rekursiv aufzählbare Menge, die nicht entscheidbar ist, vollständig für die aufzählbaren Mengen ist.
Nun besitzen Komplemente von Mengen, die für RE many-one-vollständig sind, eine unendliche aufzählbare Teilmenge (dies gilt allgemeiner für alle produktiven Mengen).
Das bedeutet, dass die Existenz von einfachen Mengen bereits hinreichend für die negative Beantwortung der obigen Frage bezüglich many-one-Reduktionen ist. Post konstruierte 1944 eine einfache Menge. Er vermutete zudem, dass ein Analogon bezüglich Turing-Reduktionen existiert, erkannte aber bereits, dass nicht jede einfache Menge ein solches Analogon ist.
Erst 1957 bzw. 1956 konstruierten Richard Friedberg und Albert Muchnik unabhängig voneinander derartige Beispiele. Ihre Beweise waren die ersten in der Geschichte der Berechenbarkeitstheorie, die mit Hilfe der Prioritätsmethode geführt wurden.

## Beispiel
Nach Voraussetzung gibt es eine Turing-Maschine {\displaystyle M} (oder einen Algorithmus in einem alternativen Berechenbarkeitsmodell), die bei Eingabe {\displaystyle n\in \mathbb {N} } die Menge {\displaystyle W_{n}\subseteq \mathbb {N} } aufzählt.
Sei nun {\displaystyle f\colon \mathbb {N} \rightsquigarrow \mathbb {N} } diejenige partielle Zahlfunktion, bei der {\displaystyle f(n)} stets das erste von {\displaystyle M} gefundene Element {\displaystyle y\in W_{n}} ist, für das {\displaystyle y>2n} gilt, falls ein solches existiert.
Dann ist offenbar {\displaystyle f\in {\mathcal {P}}} (partiell) berechenbar und ihr Wertebereich {\displaystyle range(f)} ist einfach.
Analog lassen sich so auch weitere einfache Mengen konstruieren.

## Eigenschaften
- Immune Mengen sind nicht rekursiv aufzählbar, andernfalls würden sie ja sich selbst als unendliche aufzählbare Teilmenge enthalten.
- Eine unendliche Menge ist genau dann immun, wenn sie keine unendliche entscheidbare Teilmenge enthält.
- Einfache Mengen sind daher nicht entscheidbar.
- Immune Mengen sind per Konstruktion nicht produktiv und einfache Mengen daher auch nicht kreativ.
- Nach dem Satz von Myhill sind einfache Mengen also nicht RE-vollständig.
- Es gibt ein Paar {\displaystyle A;B\subseteq \mathbb {N} } einfacher Mengen, das die natürlichen Zahlen ausschöpft {\displaystyle A\cup B=\mathbb {N} }.[5]

## Hypereinfache und hyperimmune Mengen
Man sagt, eine geordnete Menge {\displaystyle A=\{z_{1}<z_{2}<z_{3}<\cdots \}\subseteq \mathbb {N} } natürlicher Zahlen werde durch eine Zahlenfunktion {\displaystyle h\colon \mathbb {N} \to \mathbb {N} } majorisiert, falls {\displaystyle \forall x\in \mathbb {N} \colon h(x)\geq z_{x}} gilt, der Funktionswert {\displaystyle h(x)} also stets mindestens so groß ist wie der {\displaystyle x}-kleinste Wert von {\displaystyle A}.
Eine Menge {\displaystyle A} heiße hyperimmun (h.i.), falls sie von keiner total berechenbaren Funktion {\displaystyle h\in {\mathcal {R}}} majorisiert wird.
Eine Menge {\displaystyle B\subseteq \mathbb {N} } heiße dann hypereinfach (h.s.; von engl. hypersimple), falls sie rekursiv aufzählbar und ihr Komplement h.i. ist.
- Hypereinfache Mengen sind notwendig unendlich.
- Hyperimmune Mengen sind stets immun und hypereinfache Mengen daher immer auch einfach.
- Es gibt einfache Mengen, die nicht hypereinfach sind.[6]
- Der Schnitt zweier hypereinfacher Mengen ist wieder hypereinfach.
- Die Vereinigung einer hyperimmunen mit einer immunen Menge ist wieder hyperimmun.

## Hyperhypereinfache und hyperhyperimmune Mengen
Es gibt eine Charakterisierung von h.i. Mengen, die gelegentlich auch als alternative Definition verwendet wird:
Es sei dafür {\displaystyle \{D_{i}\}_{i\in \mathbb {N} }} eine effektive Nummerierung aller endlichen Teilmengen von {\displaystyle \mathbb {N} } (bspw. {\displaystyle D_{i}=\{x_{1};x_{2};\dots ;x_{n}\}} für {\displaystyle i=2^{x_{1}}+2^{x_{2}}+\dots +2^{x_{n}}}).
Eine unendliche Menge {\displaystyle A} ist nun genau dann hyperimmun, wenn es keine total berechenbare Funktion {\displaystyle f\in {\mathcal {R}}} gibt, so dass {\displaystyle (\forall x;y\colon \ x\neq y\Rightarrow D_{f(x)}\cap D_{f(y)}=\emptyset )\land (\forall x\colon \ D_{f(x)}\cap A\neq \emptyset )} gilt.
Mit anderen Worten ist eine unendliche Menge {\displaystyle A} also h.i., wenn es keine – in kanonischen Indizes – berechenbare Liste von paarweise disjunkten endlichen Mengen gibt, die alle {\displaystyle A} schneiden.
Wenn man nun von den kanonischen {\displaystyle D}-Indizes zu den oben eingeführten allgemeineren {\displaystyle W}-Indizes übergeht, ergibt sich die Definition von hyperhyperimmunen Mengen.
Es stellte sich heraus, dass diese sogar echt stärker ist.
Eine unendliche Menge {\displaystyle A} heiße hyperhyperimmun (h.h.i.), falls es keine total berechenbare Funktion {\displaystyle f\in {\mathcal {R}}} gibt, so dass für jedes {\displaystyle x\in \mathbb {N} } die Menge {\displaystyle W_{f(x)}} endlich ist und {\displaystyle (\forall x;y\colon \ x\neq y\Rightarrow W_{f(x)}\cap W_{f(y)}=\emptyset )\land (\forall x\colon \ W_{f(x)}\cap A\neq \emptyset )} gilt.
Eine Menge ist h.h.i. falls sie unendlich ist und es keine – in {\displaystyle W}-Indizes – berechenbare Liste von paarweise disjunkten endlichen Mengen gibt, die diese Menge alle schneiden.
Eine Menge Menge {\displaystyle B} heiße dann hyperhypereinfach (h.h.s.), falls sie rekursiv aufzählbar und ihr Komplement h.h.i. ist.
- Hyperhyperimmune Mengen sind stets hyperimmun, da sich {\displaystyle D}-Indizes berechenbar in {\displaystyle W}-Indizes umwandeln lassen.
- Es gibt hyperimmune Mengen, die nicht hyperhyperimmun sind.